# Meunasah Teungoh (Pandrah)
Mns Teungoh is een bestuurslaag in het regentschap Bireuen van de provincie Atjeh, Indonesië. Mns Teungoh telt 216 inwoners (volkstelling 2010).